# Jochsberg

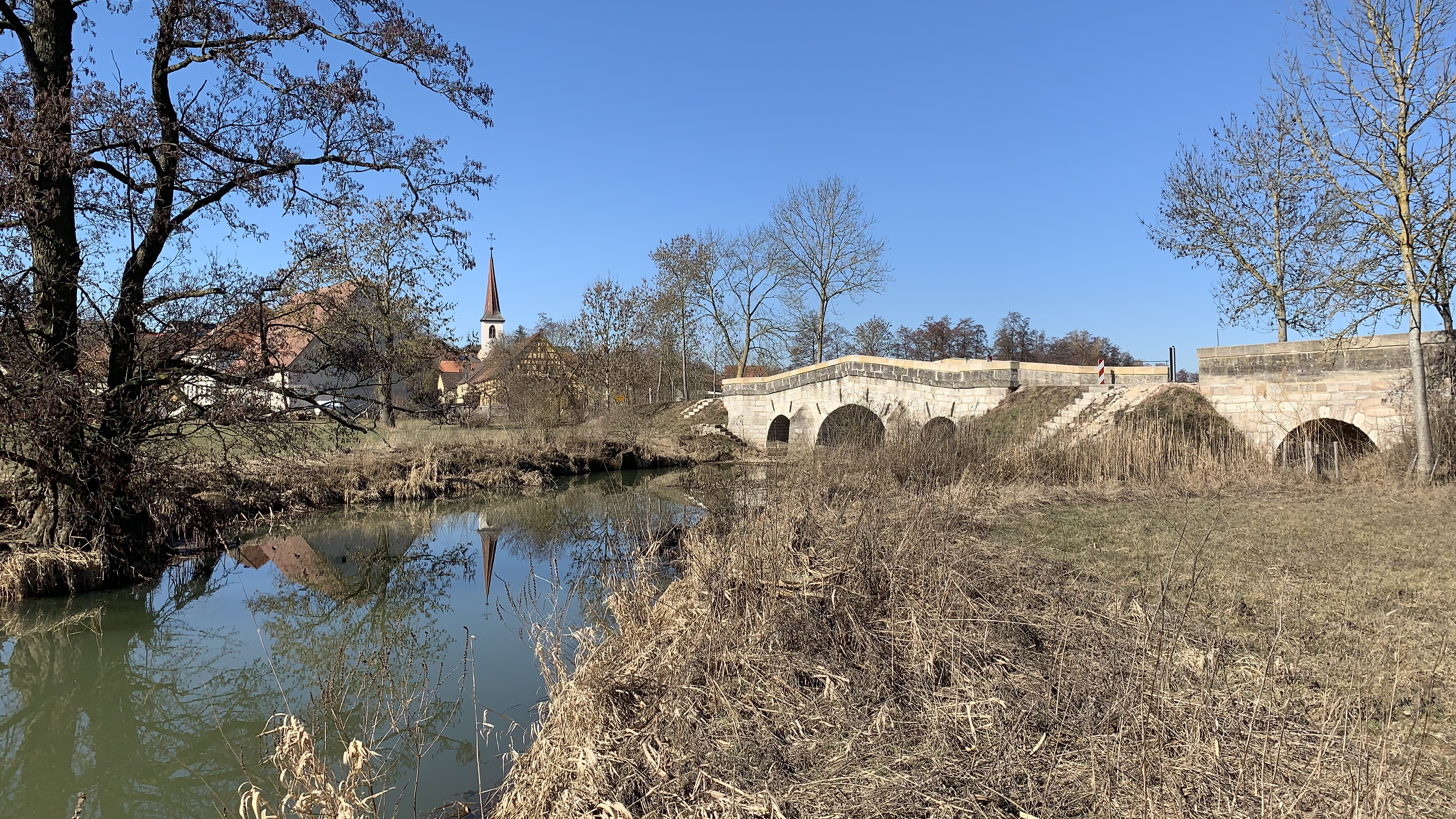
Jochsberg, Ortsansicht mit der historischen Altmühlbrücke im Vordergrund

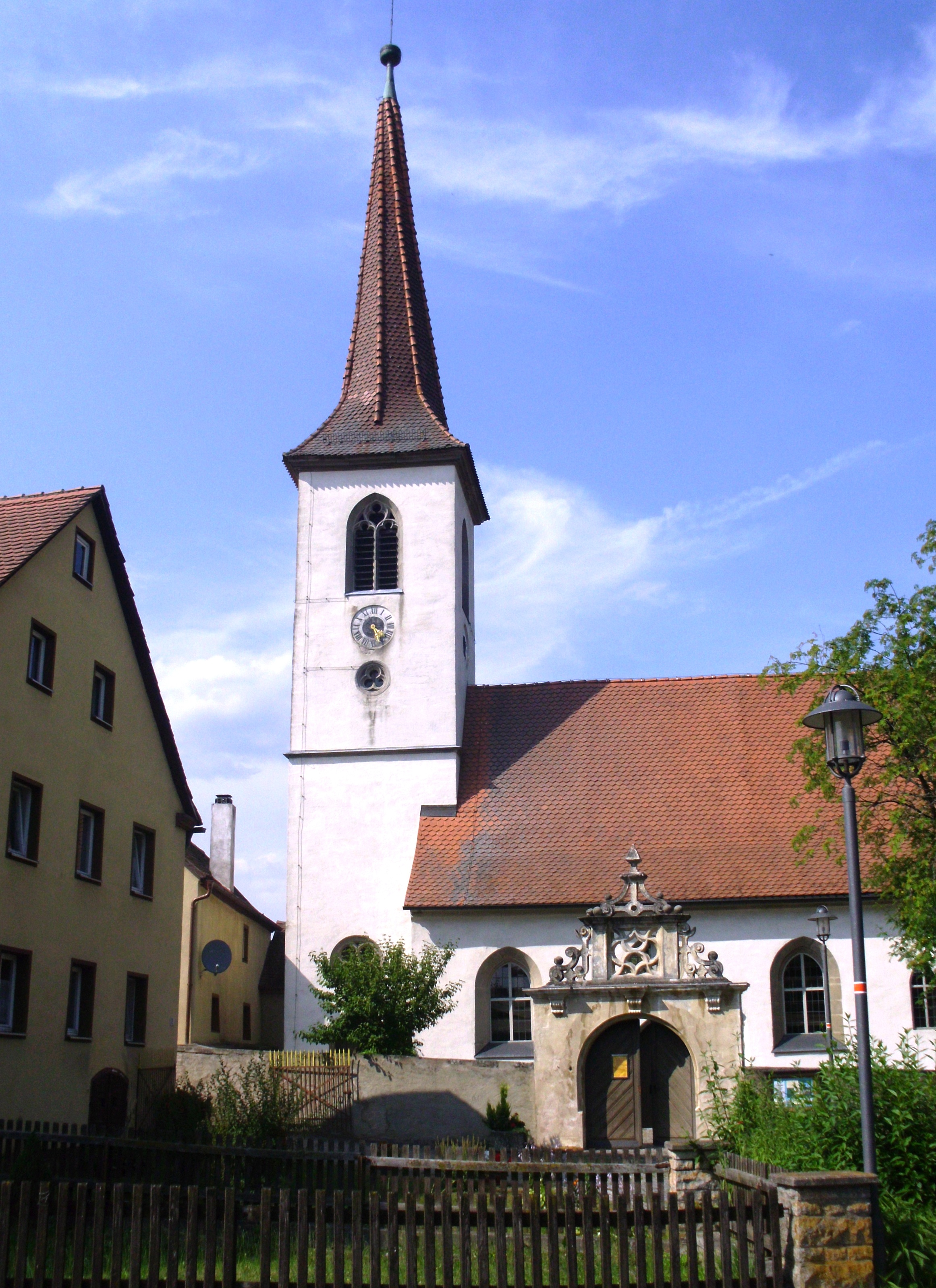
Jochsbergs mittelalterliche Kirche

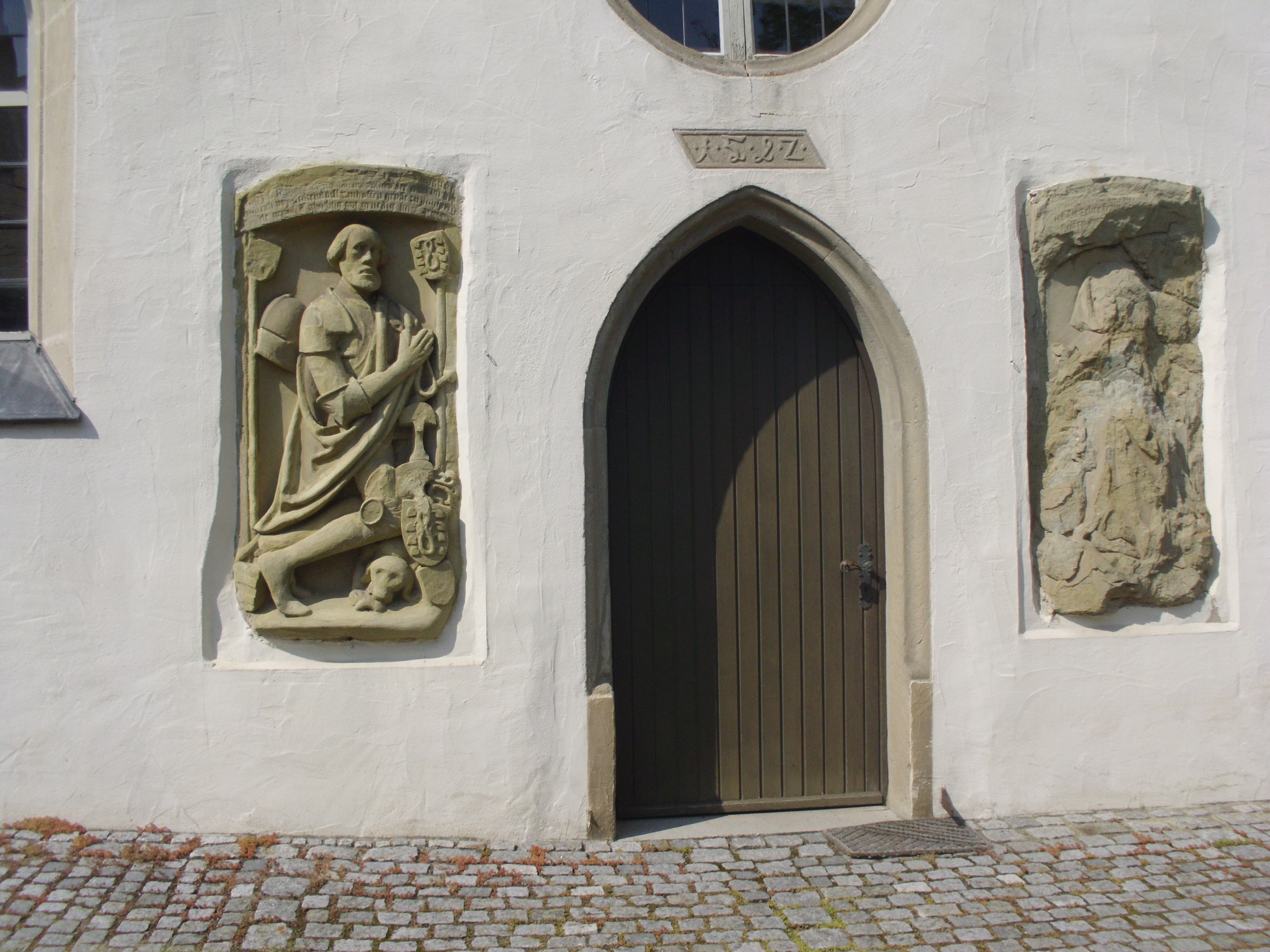
Seckendorff-Grabsteine an der Kirche

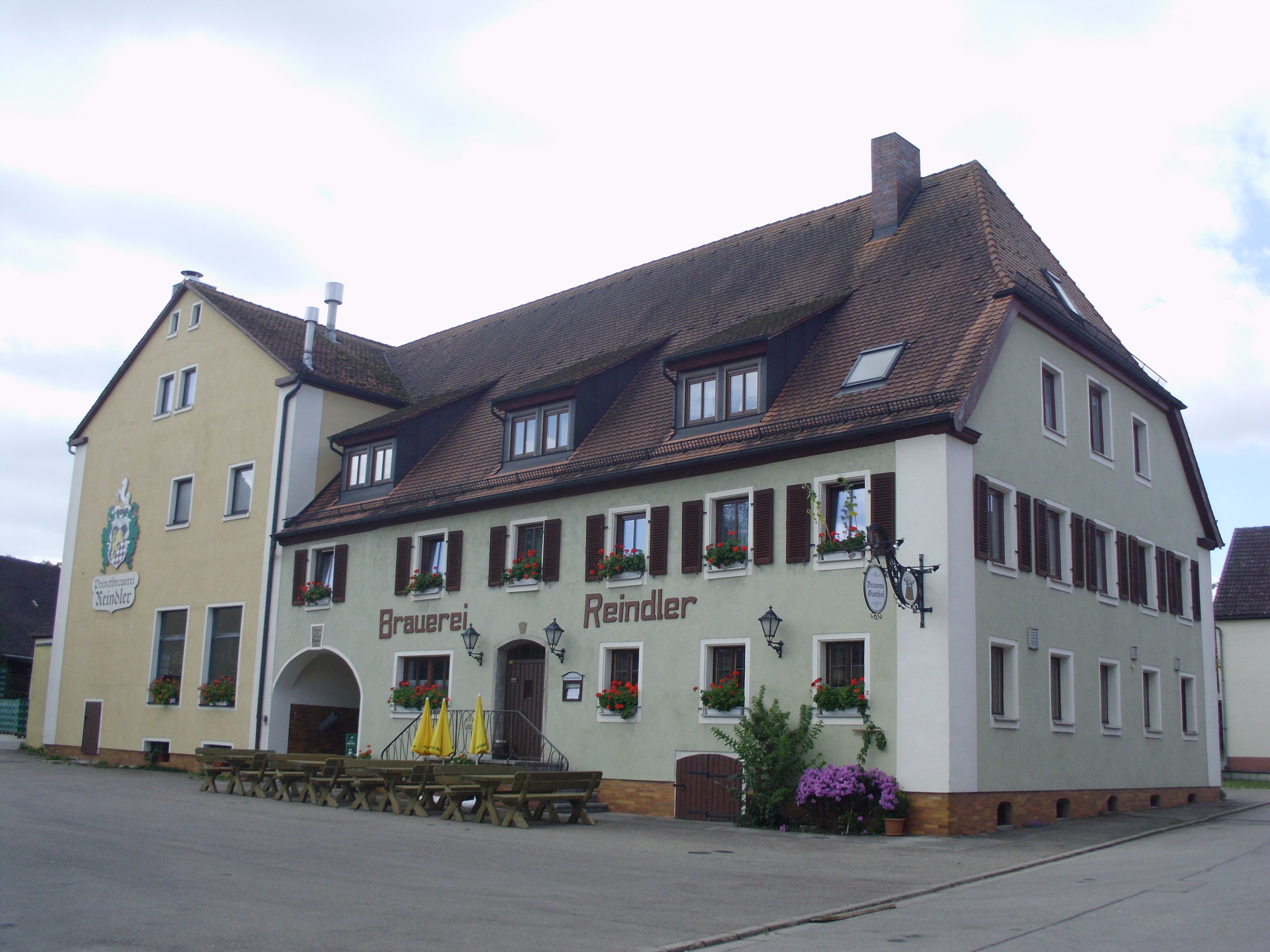
Ehemalige, zum Schloss Jochsberg gehörende Brauerei

Jochsberg (fränkisch: Ioksch-bärch) ist ein Gemeindeteil der Stadt Leutershausen im Landkreis Ansbach (Mittelfranken, Bayern). Die Gemarkung Jochsberg hat eine Fläche von 6,932 km². Sie ist in 720 Flurstücke aufgeteilt, die eine durchschnittliche Fläche von 9627,86 m² haben. In ihr liegen neben dem namensgebenden Ort die Gemeindeteile Clonsbach, Erndorf, Lenzersdorf, Untreumühle und Wolfsmühle.

## Geografie
Das Pfarrdorf liegt an der Altmühl. 0,5 km westlich liegt das Waldgebiet Weidlach, 1 km nordöstlich das Seeholz, 1 km östlich das Flurgebiet Himmelreich. Die Kreisstraße AN 3 führt nach Leutershausen zur Staatsstraße 2245 (1,7 km südöstlich) bzw. wird als Gemeindeverbindungsstraße fortgeführt bis nach Buch am Wald (4 km westlich). Von dieser Verbindung zweigt eine Gemeindeverbindungsstraße nach Zweiflingen ab (0,7 km nördlich), das auch über einen landwirtschaftlichen Verkehrsweg erreicht werden kann (1 km nordwestlich). Eine weitere Gemeindeverbindungsstraße führt über die Untreumühle zur Staatsstraße 2249 (0,5 km südlich).

## Geschichte
Der Ort wurde im Achtbuch des Landgerichtes Rothenburg 1274 als „Jochesperc“ erstmals urkundlich erwähnt, womit eine bereits bestehende Burg gemeint war, die zu diesem Zeitpunkt einem Gerboto gehörte. Der Ortsname leitet sich wahrscheinlich nicht von dem Personennamen Jochen ab, sondern ist eine Beschreibung der Absenkung zwischen zwei Höhenzügen.
Von 1318 bis 1791 gehörte Jochsberg zum Fraischbezirk des burggräflichen bzw. ab dem 15. Jahrhundert markgräflichen Amtes Leutershausen. Vom 14. Jahrhundert bis 1631 waren die Freiherren von Seckendorff Lehensträger des Rittergutes Jochsberg samt Zugehörungen. Im 16-Punkte-Bericht des Amtes Leutershausen von 1608 gab es in Jochsberg neben dem Schloss und der Kirche sechs Anwesen, darunter das eines Pfarrers, eines Hufschmiedes und eines Schulmeisters.
Nach 1653 ließen sich dort gut 30 protestantische Glaubensflüchtlinge aus Österreich nieder und halfen beim Wiederaufbau des durch den Dreißigjährigen Krieg verwüsteten Ortes mit. Im 16-Punkte-Bericht von 1681 wurden wieder sieben Mannschaften verzeichnet, außerdem die Kirche, das Schloss, eine Mühle und ein Bräuhaus. Die Kirche musste noch von der Auerbacher Pfarrei versorgt werden. Schlossherrin war Christine von Baden-Durlach, die Herzogin zu Gotha. Ein Jahr später wurde das Rittergut Jochsberg in das brandenburg-ansbachische Vogtamt Jochsberg umgewandelt.
Gegen Ende des 18. Jahrhunderts bildete Jochsberg mit der Wolfs- und der Untreumühle eine Realgemeinde bestehend aus 33 Anwesen (2 Halbhöfe, 10 Köblergüter, 15 Söldengütlein, 1 Söldengütlein mit Backrecht, 1 Söldengütlein mit Schmiede, 2 Mühlen, 2 Leerhäuser). Das Hochgericht übte weiterhin das Stadtvogteiamt Leutershausen aus. Die Dorf- und Gemeindeherrschaft und Grundherrschaft über alle Anwesen hatte das Vogtamt Jochsberg. Neben den Anwesen gab es das Schloss, eine Synagoge, die Pfarrkirche und Pfarrhaus und kommunale Gebäude (Schulhaus, Hirtenhaus, Schafhirtenhaus). Von 1792 bis 1806 war das Fürstentum Ansbach, und damit auch Jochsberg, unter preußischer Verwaltung. Von 1797 bis 1808 unterstand der Ort dem Justizamt Leutershausen und Kammeramt Colmberg.
1799 wurden französische Glaubensflüchtlinge in das Schloss einquartiert, die dort eine Baumwollmanufaktur einrichteten. Nach deren Rückkehr im Jahr 1807 wurde das mittlerweile baufällig gewordene Schloss abgetragen. Jochsberg war zu dieser Zeit wegen seines „guten und gesunden Biers“ bekannt.
1806 kam Jochsberg an das Königreich Bayern. Im Rahmen des Gemeindeedikts wurde 1808 der Steuerdistrikt Jochsberg gebildet, zu dem Clonsbach, Erlbach, Erndorf, Hundshof, Lenzersdorf, Sachsen, Simonsmühle, Steinbächlein, Untreumühle, Waizendorf und Wolfsmühle gehörten. 1810 entstanden zwei Ruralgemeinden:
- Ruralgemeinde Erlbach mit Hundshof, Sachsen, Steinbächlein und Waizendorf;
- Ruralgemeinde Jochsberg mit Clonsbach, Erndorf, Lenzersdorf, Simonsmühle, Untreumühle und Wolfsmühle.[15]

Die Ruralgemeinde Jochsberg war in Verwaltung und Gerichtsbarkeit dem Landgericht Leutershausen zugeordnet und in der Finanzverwaltung dem Rentamt Colmberg. Ab 1862 gehörte Jochsberg zum Bezirksamt Ansbach (1939 in Landkreis Ansbach umbenannt). Die Gerichtsbarkeit blieb bis 1879 beim Landgericht Leutershausen, seit 1880 war das Amtsgericht Ansbach zuständig. Die Finanzverwaltung ging 1880 an das Rentamt Ansbach über (1919 in Finanzamt Ansbach umbenannt). Die Gemeinde hatte 1964 eine Gebietsfläche von 5,514 km².
In der Gemeinde haben nach dem Zweiten Weltkrieg über hundert Flüchtlinge eine neue Heimat gefunden.
Am 1. Januar 1972 wurde Jochsberg im Zuge der der Gebietsreform in Bayern nach Leutershausen eingemeindet.

### Baudenkmäler
In Jochsberg gibt es neun Baudenkmäler:
- Brauhausweg 1: ehemals zum Schloss gehörend; zweigeschossiger Bau des 18. Jahrhunderts mit Walmdach und Portal mit Wappen
- Brauhausweg 2: zweigeschossiger Bau des 18. Jahrhunderts mit Walmdach und Fachwerkobergeschossen
- Brauhausweg 5: ehemals zum Schloss gehörende Brauerei; 1898 erneuerte Scheune mit Krüppelwalm und Schleppgauben sowie Wappenstein v. Seckendorf bezeichnet 1508. Stall und Speicher mit Ladebaum und Schöpfwalm, 18. Jahrhundert
- Burgweg 3: tonnengewölbter Schlosskeller, am Eingang bezeichnet „1315“; darüber in Fachwerkscheune aufgehendes Schlossmauerwerk erhalten
- Dorfplatz 2: Ehemaliges Gasthaus mit angebauter Scheune
- Dorfplatz 8: Evangelisch-lutherische Pfarrkirche St. Mauritius, 14./15. Jahrhundert, Südportal (Renaissance-Sandsteinportal) von 1592, mit 1712/13 erneuertem Kirchturm, zwei Seckendorff-Grabsteine (Ende 15. Jahrhundert)
- Drei Altmühlbrücken

### Bodendenkmäler
In der Gemarkung Jochsberg gibt es drei Bodendenkmäler.

### Einwohnerentwicklung
Gemeinde Jochsberg
| Jahr      | 1818   | 1840   | 1852   | 1855   | 1861   | 1867   | 1871   | 1875   | 1880   | 1885   | 1890   | 1895   | 1900   | 1905   | 1910   | 1919   | 1925   | 1933   | 1939   | 1946   | 1950   | 1952   | 1961   | 1970   |
| Einwohner | 365    | 348    | 368    | 395    | 372    | 359    | 369    | 356    | 357    | 373    | 357    | 331    | 315    | 301    | 293    | 301    | 311    | 302    | 291    | 441    | 414    | 389    | 297    | 310    |
| Häuser    | 88     | 66     |        |        |        |        | 74     |        |        | 72     | 68     |        | 70     |        |        |        | 64     |        |        |        | 64     |        | 65     |        |
| Quelle    | [ 21 ] | [ 22 ] | [ 23 ] | [ 23 ] | [ 24 ] | [ 25 ] | [ 26 ] | [ 27 ] | [ 28 ] | [ 29 ] | [ 30 ] | [ 23 ] | [ 31 ] | [ 23 ] | [ 32 ] | [ 23 ] | [ 33 ] | [ 23 ] | [ 23 ] | [ 23 ] | [ 34 ] | [ 23 ] | [ 16 ] | [ 35 ] |

Ort Jochsberg
| Jahr      | 001818 | 001840 | 001861 | 001871 | 001885 | 001900 | 001925 | 001950 | 001961 | 001970 | 001987 | 002006 |
| Einwohner | 220    | 248    | *255   | 239    | 246    | 202    | 195    | 283    | 212    | 229    | 236    | 250    |
| Häuser    | 59     | 43     |        |        | 49     | 50     | 46     | 47     | 48     |        | 74     |        |
| Quelle    | [ 21 ] | [ 22 ] | [ 24 ] | [ 26 ] | [ 29 ] | [ 31 ] | [ 33 ] | [ 34 ] | [ 16 ] | [ 35 ] | [ 36 ] |        |

### Bürgermeister

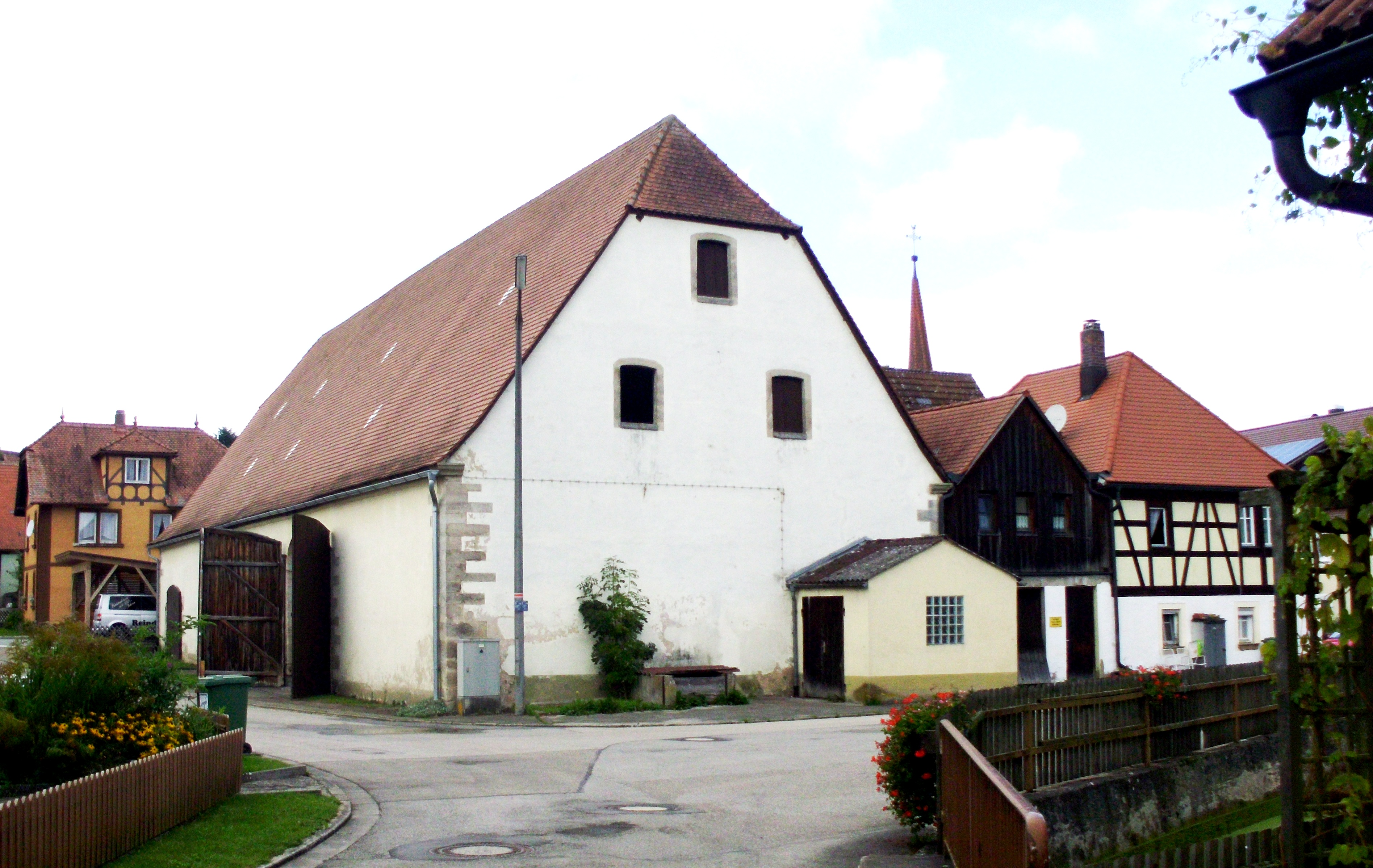
Brauereischeune von 1508

| Name                      | Herkunft    | Amtszeit  |
| ------------------------- | ----------- | --------- |
| Georg Michael Wiesinger   | Lenzersdorf | 1819–1833 |
| Johann Georg Schäfer      |             | 1833–1836 |
| Johann Cretser            | Clonsbach   | 1836–1850 |
| Johann Leonhard Wiesinger | Jochsberg   | 1850–1864 |
| Georg Körber              | Jochsberg   | 1864–1888 |
| Leonhard Scholl           | Lenzersdorf | 1888–1900 |
| Georg Hörber              | Jochsberg   | 1900–1923 |
| Valentin Distler          | Jochsberg   | 1923–1938 |
| Friedrich Mack            | Jochsberg   | 1938–1945 |
| Hans Diezinger sen.       | Jochsberg   | 1945–1948 |
| Friedrich Mack            | Jochsberg   | 1948–1966 |
| Hans Diezinger jun.       | Jochsberg   | 1966–1972 |

## Religion
Bereits Anfang des 14. Jahrhunderts hatte das Schloss Jochsberg eine Burgkapelle. 1459 ließ Friedrich von Seckendorff zu Renhofen ein Bethaus errichten, 1527 wurde die St.-Mauritius-Kirche fertiggestellt. Ein Jahr später hatte die Pfarrei ihren ersten evangelischen Geistlichen und war von da an protestantisch.
Im 17. und 18. Jahrhundert entstand eine kleine jüdische Gemeinde mit eigener Synagoge. Um 1840 waren rund ein Viertel (68 von 248) der Einwohner jüdischen Glaubens, 1925 waren es nur noch 2 Einwohner. Bis zum Zweiten Weltkrieg gab es nur vereinzelt Katholiken. Diese waren ursprünglich in die Kreuzerhöhungskirche (Schillingsfürst) gepfarrt, mit dem Zuzug von Heimatvertriebenen katholischen Glaubens wurde Maria Königin des Friedens in Leutershausen errichtet, die eine Filialkirche von Schillingsfürst ist.